# Björkösund
Björkösund är en farled söder om Viborgska viken, mellan Karelens fastland och Björkö, Biskopsö med flera öar.
Björkösund är bland annat känd som skådeplats för Viborgska gatloppet.